# Pigmalion (Rameau)
Pigmalion (auch Pygmalion) ist eine Oper in einem Akt bzw. ein Ballett-Einakter (Originalbezeichnung: „Acte de ballet“) von Jean-Philippe Rameau (Musik) mit einem Libretto von Ballot de Sauvot. Die Uraufführung erfolgte am 27. August 1748 im Palais Royal der Opéra in Paris.

## Handlung
Die Szene stellt das Bildhauer-Atelier von Pigmalion dar, in dessen Mitte sich eine Statue befindet.
Szene 1. Pigmalion gibt Amor die Schuld daran, dass er sich so unsinnig in seine eigene Statue verliebt hat.
Szene 2. Seine Frau Céphise beklagt sich, dass Pigmalion das Interesse an ihr verloren hat und sich nur noch um seine Statue kümmert. Pigmalion bittet sie um Mitgefühl, denn die Götter selbst seien schuld an seinem Zustand.
Szene 3. Nachdem Céphise das Atelier verlassen hat, verzweifelt Pigmalion über seine undenkbaren Liebesgefühle. L’Amour fliegt unbemerkt von ihm in das Zimmer und schüttelt seine Fackel über der Statue aus. Zu Pigmalions Erstaunen erwacht sie zum Leben und gesteht ihm nach einem Moment der Verwirrung ihre Liebe.
Szene 4. L’Amour erklärt Pigmalion, dass seine Hingabe und Liebe diese Belohnung verdient hätten. Er ruft seine Grazien herbei, die der Statue verschiedene immer schnellere Tänze beibringen. L’Amour selbst zieht sich zurück. Nach einer langsamen Air folgen ein Menuett, eine fröhliche Gavotte, eine lebhafte Chaconne, ein lebhafter Passepied der Grazien und ein schneller Rigaudon. Dann ist die Statue bereit für eine eigene Solonummer, eine Sarabande. Ein Tambourin beschließt das „ballet figuré“, das den Höhepunkt der Oper bildet.
Szene 5. Das Volk kommt hinzu, um das Geschehen zu beobachten. Pigmalion ruft zu einem allgemeinen Lobpreis auf L’Amour auf. Man tanzt eine fröhliche Air. Eine langsame und eine schnelle Pantomime werden aufgeführt. Nach einem letzten Loblied Pigmalions endet das Stück mit einer „Air gracieux“ und einem „Rondeau contredanse“.

## Gestaltung
Rameau und sein Librettist Ballot de Sauvot veränderten bei ihrer Bearbeitung des Vorgängerlibrettos die Grundaussage. Ursprünglich handelte es sich um einen Lobpreis der Liebeskunst, welcher der Vorrang vor allen anderen Künsten eingeräumt wurde. Nun liegt der Schwerpunkt auf dem Selbstverständnis des modernen Menschen im Sinne der Aufklärung. Während die Götter über das Leben herrschen, ist nur der Mensch zur künstlerischen Tätigkeit fähig. Somit ergänzen sich beide und können nur gemeinsam das Ideal – dargestellt in der Statue Pigmalions – erreichen.
Die Zeitgenossen und auch Rameaus Widersacher Jean-Jacques Rousseau lobten besonders die ausgewogenen Proportionen der Komposition. Die Rolle des Pigmalion ist abwechslungsreich gestaltet und bietet dem Sänger unterschiedlichste Ausdrucksformen zwischen „unmittelbar berührenden Erstaunen“ und der virtuosen Schluss-Ariette „Règne, Amour“. Harmonisierung und Instrumentation lassen sich nur gemeinsam betrachten. Rameau selbst sprach in Bezug auf den Schlusschor „L’Amour triomphe“ vom Begriff der „triumphierenden“ Harmonie. Dessen Höhepunkt bildet ein hohes a Pigmalions über einem langen, der Obertonreihe angenäherten, F-Dur-Dreiklang. Die in diesem Werk vorbereitete Eigenständigkeit der Klangfarbe sollte später zu einem typischen Element der französischen Musik werden.
Der lebhafte zweite Teil der Ouvertüre beschreibt mit lautmalerischen Sechzehntelnoten den Meißel Pigmalions.

### Instrumentation
Die Orchesterbesetzung der Oper enthält die folgenden Instrumente:
- Holzbläser: zwei Flöten (auch Piccolo), zwei Oboen, Fagott
- Streicher
- Basso continuo
- Bühnenmusik: Tamburin

## Werkgeschichte
1748 bat das Direktorium der unter finanziellen Problemen leidenden Pariser Oper Rameau um eine neue Oper mit möglichst vielen Tänzen, da diese beim Publikum gerade besonders beliebt waren. Rameau beauftragte den Amateurschriftsteller Ballot de Sauvot (einen Bruder seines Notars) darum, das Libretto für seine Bedürfnisse einzurichten. Es basiert auf dem 5. Entrée „La Statue“ eines Librettos von Antoine Houdar de la Motte, das 1700 unter dem Titel Le triomphe des arts in einer Vertonung von Michel de La Barre in Paris aufgeführt worden war. Der Inhalt ist einer Episode aus dem 10. Buch von Ovids Metamorphosen entnommen. Aufgrund der vielen Änderungen im Aufführungsmaterial wird angenommen, dass das Werk unter Zeitdruck geschaffen wurde. Ballot de Sauvot übernahm nur ungefähr 30 Textzeilen direkt aus der Vorlage. In Frankreich war es bis zu diesem Zeitpunkt im Gegensatz zu anderen Ländern noch nicht üblich gewesen, fremde Libretti auf diese Weise weiterzuentwickeln, und Ballot de Sauvot wurde entsprechend als „Korrektor“ Lamottes kritisiert.
Bei der Uraufführung am 27. August 1748 sangen Pierre Jélyotte (Pigmalion), Marie-Angélique Couppé (L’Amour) und Marie Fel (die Statue). Das Stück wurde mit einer Wiederaufnahme des Comédie-ballet Le carnaval et la folie von André Cardinal Destouches (1703) kombiniert. Der Aufführung war jedoch kein großer Erfolg beschieden, da die Mängel des Textes im Vergleich zu dem der damals gut bekannten Oper Destouches überdeutlich waren. Auch die Musik wurde nur zurückhaltend gelobt.
1751 gab es eine erfolgreiche Wiederaufnahme mit einer neuen aufwändigen Inszenierung. Nachdem die Oper 1754 in Anwesenheit König Ludwigs XV. gespielt worden war, gewann sie an Beliebtheit und entwickelte sich zu einem von Rameaus populärsten Werken. Sie wurde 1760, 1764, 1772, 1777 und 1781 erneut aufgenommen und in dieser Zeit mehr als 200 Mal aufgeführt. Für die große Popularität spricht auch, dass sie spätestens ab 1751 mehrere Male parodiert wurde. Als bekannteste Parodiefassung gilt die 1753 aufgeführte Brioché ou L’Origine des marionettes von Sulpice Edmé Gaubier de Barrault.
1913 erschien eine Neuausgabe der Partitur von Henri Büsser, aus deren Anlass eine Neuproduktion im Pariser Théâtre des Arts gezeigt wurde. Seitdem zählt Pigmalion zu den am häufigsten inszenierten Opern Rameaus. Wichtige Aufführungen in jüngerer Zeit gab es 1983 beim Holland Festival Amsterdam, 1986 beim Brighton Festival, 1987 im Marymount Manhattan Theatre in New York und 1989 in der Queen Elizabeth Hall in London.

## Aufnahmen
- April 1962 (Studio-Aufnahme): Marcel Courand (Dirigent), Orchestre de chambre des Concerts Lamoureux, Choeur Raymond Saint-Paul. Eric Marion (Pigmalion), Andrée Esposito (Céphise), Claudine Collart (L’Amour), Edith Selig (die Statue). DGG 2547 047 1 LP.[4]:14900
- Juni 1979 (Studio-Aufnahme): Nicholas McGegan (Dirigent), English Bach Festival Baroque Orchestra und Chorus. Michael Goldthorpe (Pigmalion), Marilyn Hill-Smith (Céphise und die Statue), Anne-Marie Rodde (L’Amour). Erato STU 71507 1 LP.[4]:14901
- 1980? (Studio-Aufnahme): Gustav Leonhardt (Dirigent), La Petite Bande, Chœurs du Chapelle Royal Paris. John Elwes (Pigmalion), Mieke van der Sluis (Céphise), Rachel Yakar (L’Amour), Françoise Vanhecke (die Statue). Emi 749 132-2 1 CD.[4]:14902
- 27. Juni 1983 (live, konzertant aus Lausanne): Gustav Leonhardt (Dirigent), La Petite Bande, Ensemble Vocal de Lausanne. John Elwes (Pigmalion), Mieke van der Sluis (Céphise), Rachel Yakar (L’Amour), Greta de Reyghere (die Statue).[4]:14903
- 1991 (Studio-Aufnahme): William Christie (Dirigent), Les Arts Florissants. Howard Crook (Pigmalion), Agnès Mellon (Céphise), Sandrine Piau (L’Amour), Donatienne Michel-Dansac (die Statue). Harm.Mundi 901 381 (1 CD).[4]:14904
- 1992 (Studio-Aufnahme): Hervé Niquet (Dirigent), Le Concert Spirituel. Jean-Paul Fouchécourt (Pigmalion), Nicole Fournié (Céphise), Greta de Reyghere (L’Amour), Sandrine Piau (die Statue). FNAC Music 592 196 (1 CD).[4]:14905
- 22. Dezember 2004 (live aus Nancy): Hervé Niquet (Dirigent), Le Concert Spirituel. Cyril Auvity (Pigmalion), Valérie Gabail (Céphise), Magali Léger (L’Amour), Cassandre Berthon (die Statue).[4]:14906
- 20. Juli 2010 (Video; live vom Festival d’Aix-en-Provence): William Christie (Dirigent), Les Arts Florissants, Trisha Brown (Regie, Szene und Choreographie), Trisha Brown Dance Company. Ed Lyon (Pigmalion), Karolina Blixt (Céphise), Sophie Karthäuser (L’Amour), Emmanuelle de Negri (die Statue).[5]